# Блонская, Серафима Иасоновна
Серафима Иасоновна Блонская (3 октября 1870, Верхнеднепровск — 9 августа 1947, Таганрог) — украинская и российская художница, педагог.

## Биография
Серафима Иасоновна Блонская родилась 3 октября 1870 в г. Верхнеднепровск Екатеринославской губернии. В 1875 году семья переезжает в Таганрог. Отец, Иасон Иванович Блонский, был юристом, мать — из семьи Стрельнева, профессора медицины Харьковского университета.
В 1887 году заканчивает таганрогскую Мариинскую гимназию с золотой медалью. В 1891 году заканчивает Киевскую рисовальную школу Н. И. Мурашко. С 1892 по 1900 год учится в Петербургской Академии художеств. В 1900 году получила звание художника за дипломную работу «Девочки» («Вербное воскресенье») — единственная многофигурная композиция, созданная Блонской. По окончании Академии Художеств Серафиму Блонскую посылают на казённый счет в Италию совершенствоваться. В Италии она начала изучать итальянский язык и до конца дней своих любила его и читала по-итальянски свободно.
В 1909 году Блонская возвращается в Таганрог. В 1910 году она с мужем А. М. Леонтовским открывает школу рисования и живописи с курсом лекций по анатомии, перспективе и истории искусства. Занятия в школе велись в две смены. Плата взималась ничтожная, около 25 копеек в месяц. Детдомовские ребята учились бесплатно. Также освобождались от платы за обучение ученики, проявившие особые способности. После смерти А. М. Леонтовского (1928) школа прекратила своё существование. Блонская после закрытия школы давала уроки на дому. Жила с семьёй своей сестры, Валентины Иасоновны Рухлиной, учительницы одной из городских школ.
В 1930-е годы Блонская состоит членом таганрогской организации «Всекохудожника». В 1942 году Блонская преподнесла в дар городу свою лучшую работу — полотно «Девочки» («Вербное воскресенье»). С 1944 года работает в Таганрогском отделении Художественного фонда РСФСР. В 1946 году участвует в областной выставке с работой «Обаятельный женский портрет».
Умерла С. И. Блонская 9 августа 1947 года в Таганроге. Похоронена на старом городском кладбище. Памятник на могиле художницы был восстановлен лишь в 2010 году, за счёт средств городского бюджета.

## Наиболее известные работы С. И. Блонской
- «Накануне праздника», 1890.
- «Девочки» («Вербное воскресенье»), х/м, 181x187, 1900. ТХМ[6][7].
- «Апрель», 1900.
- «Маки», х/м, 103х137,5, 1903. ТХМ[6].
- «Люлька».
- «Гуси», х/м, 64х111,5, 1908. ТХМ[6].
- «Портрет режиссёра Таганрогского драматического театра С. О. Орского», 1920.

## Работы художницы находятся в собраниях
- Таганрогский художественный музей, Таганрог.
- Киевский национальный музей русского искусства, Киев.
- Частные коллекции.

## Галерея

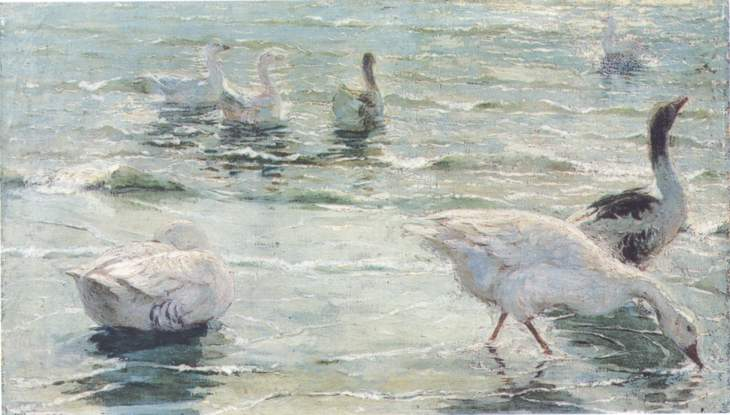
«Гуси», х/м, 64х111,5, 1903
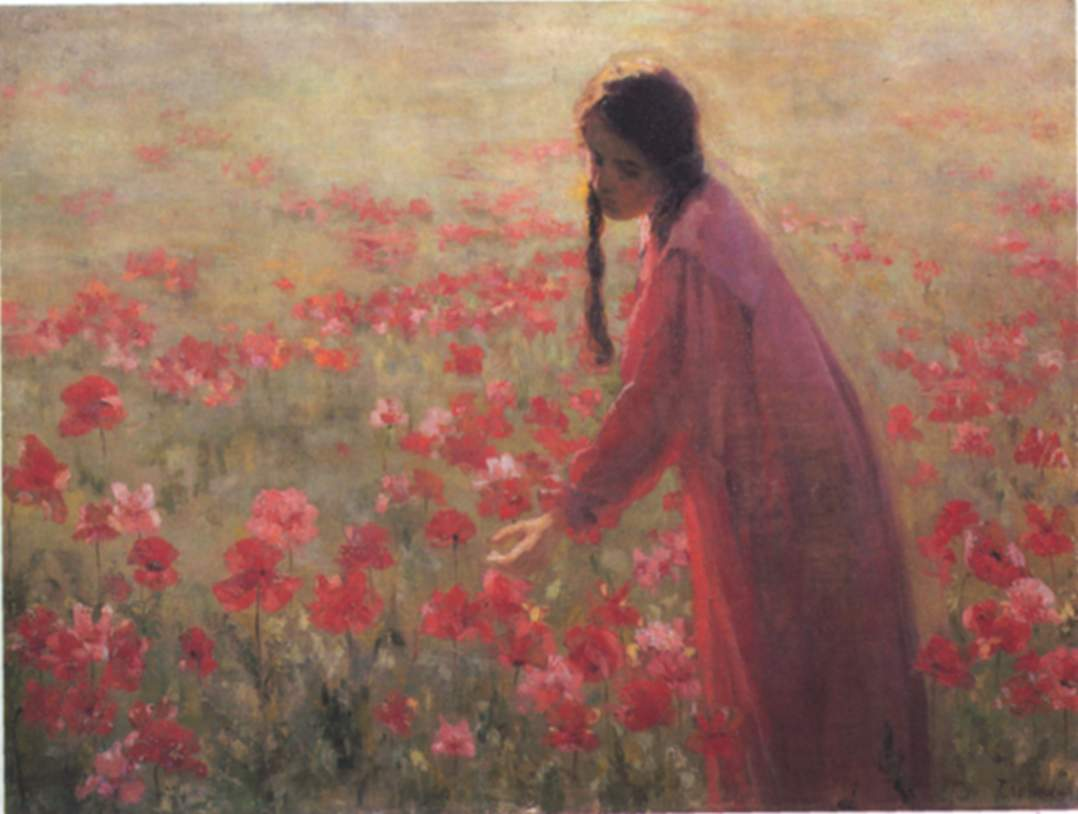
«Маки», х/м, 103х137,5, 1903
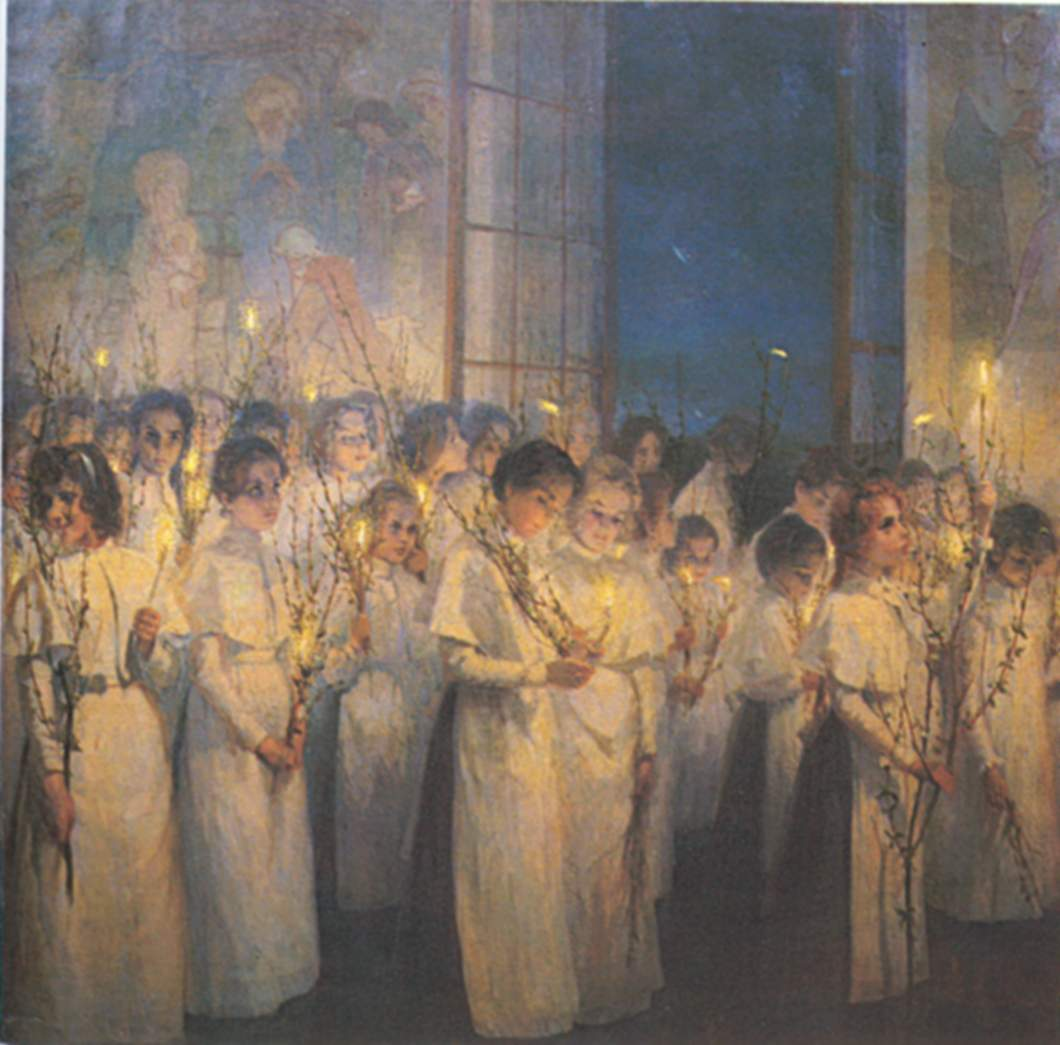
«Девочки. Вербное воскресенье», х/м, 181х187, 1900

## Известные ученики
- Григорьева, Валентина Яковлевна (1904—2000) — российский живописец, прикладник (мозаика), педагог.
- Образцова, Наталья Владимировна (1915—2004) — российская поэтесса[3].
- Руссо, Валентина Владимировна (1909—1987) — советский художник, скульптор, педагог[8].
- Самойлов, Григорий Иванович (1904 – 1989) – русско-сербский архитектор и художник.

## Память
- Именем Серафимы Блонской в 1999 году была названа Таганрогская детская художественная школа.
- В 2010 году Таганроге, в доме по адресу ул. Розы Люксембург 91, где жили Серафима Блонская и Александр Леонтовский, решено создать мемориальную комнату[9].
- В октябре 2010 года, к 140-летию со дня рождения художницы, в Таганрогском художественном музее состоялась персональная выставка Серафимы Блонской[9].

## Семья
- Леонтовский, Александр Михайлович (1865—1928) — муж, российский художник, педагог.
- Чумаченко, Ада Артемьевна (1887—1954) — племянница, русская поэтесса, писательница.